# 亲情纽带
《亲情纽带》（英語：Family Ties）是一部美国情景喜剧，在NBC播出了七季，于1982年9月22日首播，1989年5月14日结束。该系列由加里·大卫·戈德堡创作，反映了美国从20世纪60-70年代的文化自由主义到80年代的保守主义的转变。这种文化通过年轻的共和党人亚历克斯·基顿（迈克尔·J·福克斯饰演）和他的前嬉皮士父母史蒂文·基顿和伊利斯·基顿（麥可·葛羅斯和梅雷迪斯·巴克斯特饰演）之间的关系得到了特别的体现。
该剧获得了多个奖项，包括迈克尔·J·福克斯连续三次获得艾美奖喜剧类最佳男主角。
而因為主角麥可·J·福克斯與他的女友崔西·寶蘭，在第四季和第五季時常出現一首由 Billy Vera 和他的樂團 Billy Vera & The Beaters
在 1981年錄製的現場演唱曲"At This Moment"，一時之間造成轟動，1987年1月，在 Billboard Hot 100 和時代成人榜中獲得冠軍，R&B和鄉村歌曲榜上也有很好的成績。